# Liste der Naturdenkmale in Lichtenborn
Die Liste der Naturdenkmale in Lichtenborn nennt die im Gemeindegebiet von Lichtenborn ausgewiesenen Naturdenkmale (Stand 4. April 2024).

## Naturdenkmale
| Nr.         | Bezeichnung              | Lage                                 | Beschreibung                                      | Bild                                    |
| ----------- | ------------------------ | ------------------------------------ | ------------------------------------------------- | --------------------------------------- |
| ND-7232-377 | Eiche beim Haus Mattonet | Lichtenborn, bei Hauptstraße 10 Lage | Quercus robur; vor 1800 gepflanzt, ca. 18 m hoch  | Direkt Bild zu diesem Denkmal hochladen |
| ND-7232-384 | Buche in Fuchswiese      | Stalbach-Fuchswiese, bei Nr. 6 Lage  | Fagus sylvatica; um 1830 gepflanzt, ca. 20 m hoch | Direkt Bild zu diesem Denkmal hochladen |